# Kleiner Aladin und der Zauberteppich
Kleiner Aladin und der Zauberteppich (im Original Hodja fra Pjort, zu deutsch Hodja aus Pjort) ist ein dänischer Animationsfilm aus dem Jahr 2018, angelehnt an Elemente der Tausendundeine Nacht und basierend auf dem Kinderbuch Hodja im Orient von Ole Lund Kirkegaard aus dem Jahr 1970, das bereits 1985 als Realfilm Der fliegende Teppich verfilmt und 2016 als Musical umgesetzt wurde.
Der Film erschien am 8. Februar 2018 in den dänischen und am 11. Juli 2019 in den deutschen Kinos.

## Handlung
Der Film handelt von einem Jungen aus einem arabischen Wüstendorf, der in der dänischen Originalfassung Hodja heißt, in der deutschen aber nach Aladin benannt ist. Er kümmert sich um seine Ziege, will aber in die Welt hinausziehen und die große Stadt sehen, während sein Vater ihn zu einem Schneiderlehrling machen will. Eines Tages leiht der Nachbar und Teppichhändler El Faza ihm einen Fliegenden Teppich, mit dem er nach Petto, der Stadt des Sultans, fliegen und dort die „Diamant“ genannte Enkelin des Nachbarn finden soll. Den Teppich, der nur hört, wenn man alles rückwärts macht, bringt Aladin mit dem Spruch „Geilf, Hcippet!“ zum Fliegen (rückwärts für „Flieg, Teppich“).
Am Marktplatz von Petto angekommen trifft er auf Smaragda, die mit weiteren Straßenkindern in einem Versteck lebt und für einen „Ratte“ genannten Mann Beute ergaunert. Nachdem die Ratte beobachtet hat, wie Aladin mit dem Teppich fliegt, stiehlt er den Teppich und präsentiert ihn dem Sultan, kann sich aber nicht mehr richtig an den Spruch erinnern. Auf Aladins Bitte um Hilfe führt Smaragda ihn zu der afrikanischen Händlerin Goldstück, die sie beide in den Fruchtkörben einer Lieferung an den Sultan in den Palast schmuggelt.
Aladin und Smaragda können den Teppich der Ratte wegnehmen, aber landen im Flug bei den Ehefrauen des Sultans, die Aladin dem Sultan vorführen, worauf dieser ihn in den Kerker werfen lässt. Aladin kann den Wärter austricksen und sich wieder den Teppich aneignen; diesmal landen er und Smaragda im Flug direkt vor dem Sultan, der nun genug hat und den Teppich selbst benutzen will. Nachdem Aladin dem Teppich noch etwas zugeflüstert hat, sitzen der Sultan und die Ratte auf, doch der Teppich fliegt wild umher und wirft sie schließlich im Becken der Krokodile ab, die beide aus der Stadt jagen, sodass die Diener und die Stadt vom Sultan befreit sind. Aladin fliegt mit Smaragda auf dem Teppich nach Hause, wo ihn seine Eltern und der Nachbar seine Enkelin Smaragda in Empfang nimmt.

## Synchronisation
| Rolle             | Originalsprecher        | Deutscher Sprecher |
| ----------------- | ----------------------- | ------------------ |
| Hodja/Aladin      | Thure Lindhardt         | Julian Janssen     |
| Smaragda          | Özlem Sağlanmak         | Annika Preil       |
| Sultan            | Peter Frödin            | Jens Wendland      |
| Ratte             | Peter Zhelder           | Holger Umbreit     |
| Jarmilla (Mutter) | Birgitte Raaberg        | Jess Lange         |
| Aram (Vater)      | Lars Ranthe             | Tomas Kröger       |
| Grimm (Wärter)    | Jens Jacob Tychsen      | Achim Buch         |
| Goldstück         | Rebecca Rønde Kiilerich | Souzan Alavi       |

## Hintergrund
Der Animationsfilm Kleiner Aladin und der Zauberteppich basiert auf dem Kinderbuch Hodja im Orient des dänischen Kinderbuchautors Ole Lund Kirkegaard aus dem Jahr 1970. Dieses war Vorlage des Realfilms Der fliegende Teppich von 1985 (jeweiliger Originaltitel Hodja fra Pjort), dessen gleichnamiges Titellied von dem Sänger Sebastian stammt. 2014 veröffentlichte er eine Remastered Version der Single als Grundlage für ein Musical von 2016. Diesem folgte 2018 der durch Karsten Kiilerich inszenierte Animationsfilm, für den Kiilerich auch mit Vicky Berlin das Drehbuch verfasste.
Für die deutsche Fassung konnten als Synchronsprecher für die Kinderhauptrollen die KiKA-Moderatoren Julian Janssen und Annika Preil gewonnen werden. Der Musiker Donikkl steuerte das Lied Mit meinem Teppich bei, das er zusammen mit Preil einsang und während der ersten Flugsequenz im Film zu hören ist.
In Deutschland erschien der Film im Juli 2019 in den Kinos und im Februar 2020 auf DVD.

## Rezeption
Oliver Armknecht von film-rezensionen.de kritisiert sowohl Optik als auch Inhalt als nicht besonders und eher 08/15. „Die Animation sind recht schwammig, die Figuren alle etwas gröber modelliert. Die Möglichkeit, sich durch ungewöhnliche Designs von der großen Konkurrenz abzuheben, wurde leider nicht genutzt, es sieht hier dann doch alles aus wie immer. […] Wirklich verzaubert wird man von diesem Märchen jedoch kaum, bei aller Sympathie für die Underdogs: Eine Bereicherung ist das hier keine, weder für Animationsfans noch Familien.“ Im Gegensatz dazu heißt es in der Kritik der FBW, „eine ganz eigene, originelle Geschichte […] ist in der Animation mit sehr viel Liebe zum Detail ausgeschmückt, ob es nun die Weiten der Wüstenlandschaft oder die vielen kleinen Gassen in den Straßen der großen Stadt sind, in die Aladin reist.“ Aladin sei eine überzeugende Identifikationsfigur  und der Film gelungene Unterhaltung für die ganze Familie. Björn Schneider bei Spielfilm.de befindet, die wesentlich jüngere Zielgruppe werde „bestens unterhalten, da der Film eine gelungene, ausgewogene Mischung aus Action (so gibt es u.a. einige Verfolgungsjagden auf dem Teppich), Spannung und viel (Dialog-) Witz bietet. Für den Humor sind in erster Linie die – tierischen – Nebenfiguren verantwortlich, darunter Aladins etwas tölpelhafte aber jederzeit liebenswürdige Ziege oder auch zwei besonders hungrige Krokodile. Als Antagonist fungiert mit dem Sultan ein fieser Gegenspieler, der jedoch kindgerecht und damit nie zu düster oder unheilvoll angelegt ist.“